# Westmount Golf & Country Club
De Westmount Golf & Country Club is een golfclub en een countryclub in Canada. De club werd opgericht in 1931 en bevindt zich in Kitchener, Ontario. De club beschikt over een 18-holes golfbaan en werd ontworpen door de golfbaanarchitect Stanley Thompson.
Naast een golfbaan, beschikt de club ook over een curlingbaan, vier tennisbanen en een feestzaal.

## Golftoernooien
Voor het golftoernooi voor de heren is de lengte van de baan 6360 m met een par van 71. De course rating is 73,9 en de slope rating is 132.
- Canadees Open: 1957